# Augusta Jane Evans
Augusta Jane Wilson eller Augusta Evans Wilson (født 8. maj 1835, død 9. maj 1909) var en amerikansk forfatter fra Sydstaterne og en af de centrale forfattere i begrebet Sydstatslitteratur. 
Hun skrev ni romaner: Inez (1850), Beulah (1859), Macaria (1863), St. Elmo (1866), Vashti (1869), Infelice (1875), At the Mercy of Tiberius (1887), A Speckled Bird (1902) og Devota (1907). Hendes støtte til Confederate States of America med en synsvinkel som sydstatspatriot og hendes litterære produktion under den amerikanske borgerkrig anses hun for at have bidraget væsentligt til den litterære og kulturelle udvikling af Konføderationen i almindelighed og Sydstaterne i særdeleshed. Hun blev i 1977 optaget i Alabama Women's Hall of Fame in 1977.